# 전생 왕녀와 천재 영애의 마법 혁명
《전생 왕녀와 천재 영애의 마법 혁명》(일본어: 転生王女と天才令嬢の魔法革命 덴세오조토 덴사이레조노 마호 가쿠메[*])는 카라스 피에로가 쓴 일본의 라이트 노벨 및 미디어 믹스 작품이다.
'마법에 사랑받지 않은 이단의 천재' 아니스피아와, '누구보다 마법에 사랑받은 천재' 유필리아, 두 사람을 주인공으로 하는 작품이다. '왕궁 백합 판타지'에 맞추고 있다.

## 연혁
2019년에 《소설가가 되자》에서 Web판의 연재를 개시해, 2021년에 후일담도 포함한 연재가 종료했다. 덧붙여 Web판의 줄거리 부분에 'Web판과 서적판은 전개나 내용이 다른 부분도 많다'라고 언급되었다.
판타지아 문고로부터 서적화되는 것은 2019년 10월 10일 활동 보고로 발표되어, 서적판 제1권은 2020년 1월 18일에 발매되었다.
나다카 하루츠구에 의해 만들어진 만화판은 2020년 7월 27일 발매한 《전격 마오》(KADOKAWA) 9월호부터 연재가 개시되었다.
2022년 8월에는 2023년 TV 애니메이션화가 고지되어 공식 사이트 및 공식 트위터가 개설되었다. 같은 해 10월에는 1월부터의 방송인 것도 고지되어, 오프닝 테마 정보도 발표되었다.

## 등장인물
성우는 TV 애니메이션의 성우. 연령은 첫 등장 기준.

### 주요 인물
아니스피아 윈 팔레티아(アニスフィア・ウィン・パレッティア)
성우 - 센본기 사야카 / 김율
본작의 주인공으로, 17세. 애칭은 '아니스'. 팔레티아 왕국의 공주이며, '키테레츠 공주', '최강의 문제아', '사냥의 약탈 공주'등의 별명을 가진다. 마법에 대한 강한 열정을 가지면서도 적성을 가지지 않아, 오랜 연구에 의해 '마법 과학(마학)'을 짜내었다. 고위의 모험자이기도 하고, 스스로 소재나 연구 자금을 획득해나간다.
유필리아 마젠타(ユフィリア・マゼンタ)
성우 - 이와미 마나카/ 김미랑
본작의 또 다른 주인공으로 15세. 애칭은 '유피'. 마젠타 공작 영애이자 차기 국왕인 아르가르드의 약혼자로서 왕비교육에 힘쓰지만, 최종적으로는 귀족학원의 파티에서 약혼 파기를 받는다.
이리아 코랄(イリア・コーラル)
성우 - 카쿠마 아이
27세. 아니스피아 전속 시녀. 아니스피아에게 엄격한 발언을 반복하고 "불경하지 않을까!?" 라고 그녀에게 되묻는 경우가 많다. 실은 과거에 아니스피아에게 도움을 받은 적이 있고, 유필리아에게 과거의 자신을 거듭해 보고 있는 부분도 있다.
레이니 시안(レイニ・シアン)
성우 - 요우미야 히나
15세. 약혼 파기의 계기가 된 소녀. 남작 영애이지만, 원래는 평민이며, 미흡한 부분을 유필리아에 주의받기도 했다.

### 주요 인물의 가족
아르가르드 보나 팔레티아(アルガルド・ボナ・パレッティア)
성우 - 사카타 쇼고
15세. 아니스피아의 동생이자 왕태자. 누나에 대해 강한 적우심과 열등감을 가졌다. 어렸을 때는 아니스피아와 매우 사이가 좋았지만, 그녀가 마법과학을 짜낼 수밖에 없었던 것과, 그로 인한 주위의 목소리가 두 사람의 관계에 치명적인 결렬을 만들기에 이르렀다.
오르펀스 일 팔레티아(オルファンス・イル・パレッティア)
성우 - 하마다 켄지
37세. 아니스피아와 아르가르드의 아버지이자 現국왕. 실제 연령보다 10세는 늙어 보인다.
실피느 메이즈 팔레티아(シルフィーヌ・メイズ・パレッティア)
성우 - 코지마 사치코
37세. 오르펀스의 아내, 아니스피아와 아르가르드의 어머니. 왕비이지만 외교도 담당하고 있어 외국에 나가있는 일도 많다. 소녀로 착각받을 정도로 젊게 보인다.
그란츠 마젠타(グランツ・マゼンタ)
성우 - 츠보이 토모히로
37세. 마젠타 공작가의 당주. 유필리아와 카인드의 아버지. 필두 귀족으로서 오르펀스의 오른팔을 맡는다.
넬셸 마젠타
32세. 그란츠의 아내, 유필리아와 카인드의 어머니. 보통은 온화하지만, 화나게 하면 무섭다고 평판이 있다.
카인드 마젠타
유필리아의 동생.
드래그스 시안
성우 - 사쿠마 모토키
34세. 원래는 평민의 모험자였지만 공적이 있어 남작이 되었다. 레이니의 아버지이지만 평민시대에 레이니의 어머니가 사라졌기 때문에 고아원에 있던 레이니를 찾을 때까지 그 존재도 몰랐다. 레이니를 잡고 나서는 익사하고 있다.
아리안나 시안
20세. 드래그스의 아내와 레이니 시어머니. 자작가 출신. 나이 차이에도 불구하고 드래그스에 구혼했다. 레이니에도 상냥하게 대한다.

### 그 외 등장인물
티르티 클라렛(ティルティ・クラーレット)
성우 - 사사하라 유우
불안한 소문을 가진 후작 영애. 아니스피아와 공동 연구도 실시하고 있다.
마슈 스프라우트(マシュー・スプラウト)
36세. 스프라우트 백작가 당주로 근위기사단 기사단장.
나블 스프라우트(ナヴル・スプラウト)
성우 - 오카노 유우
15세. 마슈의 아들이며, 아르가르드의 측근 후보였다.
모릿츠 샬토르즈(モーリッツ・シャルトルーズ)
성우 - 야시로 타쿠
아르가르드를 추종하여 유필리아를 규탄한 남자 중 한 명.
샤르트루즈 백작(シャルトルーズ伯爵)
성우 - 츠유자키 와타루
모릿츠의 아버지. 마법신앙에 구애되어 있다.
사란 메키(サラン・メキ)
성우 - 테즈카 히로미치
대상인의 아들로 아르가르드를 추종하여 유필리아를 규탄한 남자 중 한 명.

## 서지 정보
- 카라스 피에로(저)·키사라기 유리(일러스트) 《전생 왕녀와 천재 영애의 마법 혁명》 KADOKAWA 〈후지미 판타지아 문고〉
  1. 2020년 1월 18일 발매[13], ISBN 978-4-04-073476-7
  2. 2020년 5월 20일 발매[14], ISBN 978-4-04-073691-4
  3. 2021년 1월 20일 발매[15], ISBN 978-4-04-073916-8
  4. 2021년 8월 20일 발매[16], ISBN 978-4-04-074220-5
  5. 2022년 8월 20일 발매[17], ISBN 978-4-04-074610-4
  6. 2023년 1월 20일 발매[18], ISBN 978-4-04-074846-7
  7. 2023년 7월 20일 발매[19], ISBN 978-4-04-075022-4
  8. 2024년 2월 20일 발매[20], ISBN 978-4-04-075023-1

## TV 애니메이션
2023년 1월부터 3월까지 AT-X 등에서 방송되었다. 나레이션은 쿠기미야 리에가 담당한다.
원작·코미컬라이즈판에서는 모두 유필리아의 약혼 파기의 장면에서 시작되었지만, 애니메이션판에서는 그것을 제1화의 마지막으로 해, 그 이전의 두 사람의 묘사를 파고 있다.

### 스태프
- 원작 - 카라스 피에로(鴉ぴえろ)[10]
- 캐릭터 원안 - 키사라기 유리(きさらぎゆり)[10]
- 감독 - 타마키 신고(玉木慎吾)[10]
- 시리즈 구성 - 와타리 와타루[10]
- 캐릭터 디자인 - 이데 나오미(井出直美)[10]
- 서브 캐릭터 디자인 - 마에다 쿄스케(前田恭佑)
- 키 애니메이터 - 이데 나오미, 마츠모토 마유코(松本麻友子), 이시카와 마사카즈(石川雅一), 혼다 요시노(本田美乃)
- 의상 디자인 - 스즈키 요코(鈴木陽子)
- 미술 설정 - 타키구치 카츠히사(滝口勝久)
- 미술 감독 - 호소이 토모야스(細井友保)
- 색채 설계 - 하야시 유키(林 由稀)
- 촬영 감독 - 이토 야스유키(伊藤康行)
- 오프라인 편집 - 코지마 토시히코(小島俊彦)
- 음향 감독 - 타테이시 야요이(立石弥生)
- 음악 - 히나타 모에(日向 萌)
- 음악 제작 - KADOKAWA
- 프로듀서 - 카와모토 사치(河本紗知), 이토 시노부(伊藤志暢), 아마노 쇼타(天野翔太), 이와타 소이치로(岩田聡一郎), 니시마에 슈카(西前朱加), 마츠무라 나오(松村尚), 오오쿠보 아키코(大久保明子)
- 애니메이션 프로듀서 - 타케오카 미즈키(竹岡瑞樹)
- 애니메이션 제작 - 디오미디어
- 제작 - 전천 제작위원회(KADOKAWA, 디오미디어, CTW, AT-X, 간사이 텔레비전 방송, TVA advance)

### 주제가
아르캉시엘(アルカンシェル)
하나땅의 오프닝 테마. 작사·작곡은 doriko.
Only for you
아니스피아(센본기 사야카), 유필리아(이와미 마나카)의 엔딩 테마. 작사·작곡·편곡은 마부치 나오즈미.

### 방영 목록
| 화수   | 제목                                                  | 각본          | 그림 콘티       | 연출            | 작화 감독                                                             | 총작화 감독                                   | 방송일         |
| ------ | ----------------------------------------------------- | ------------- | --------------- | --------------- | --------------------------------------------------------------------- | --------------------------------------------- | -------------- |
| 제1화  | 王女と令嬢の魔法革命 왕녀와 영애의 마법 혁명          | 와타리 와타루 | 타마키 신고     | 타마키 신고     | 모로이시 코타 혼다 타츠오 이영미 이지택 무본형준 류중현 전현진        | 이데 나오미 마츠모토 마유코 이시카와 마사카즈 | 2023년 1월 4일 |
| 제2화  | 趣味と実益の助手獲得 취미와 실익의 조수 획득          | 사가라 소우   | 시미즈 소라토   | 코쵸란 아게하   | 무본형준 류중현 전현진 이영미 이지택 이석윤 조미정                    | 이데 나오미 마츠모토 마유코 이시카와 마사카즈 | 1월 11일       |
| 제3화  | 憧憬と追憶の虹霓魔剣 동경과 추억의 홍예마검           | 와타리 와타루 | 이바타 쇼타     | 이바타 쇼타     | 무본형준 류중현 전현진 이영미 이지택 조미정                           | 이데 나오미 마츠모토 마유코 이시카와 마사카즈 | 1월 18일       |
| 제4화  | 姫様と迷子の決意表明 공주님과 미아의 결의 표명        | 사가라 소우   | 혼다 요시노     | 혼다 요시노     | 모로이시 코타 이영미 이지택 무본형준 류중현 전현진                    | 이데 나오미 마츠모토 마유코 이시카와 마사카즈 | 1월 25일       |
| 제5화  | 魔薬と魔剣の魔竜討伐 마법약과 마검의 마룡 토벌        | 오쟈쿠손      | 타마키 신고     | 타마키 신고     | 야하타 유키 무본형준 류중현 전현진                                    | 이데 나오미 마츠모토 마유코 이시카와 마사카즈 | 2월 1일        |
| 제6화  | 破談と魅了の真相究明 파혼과 매료의 진상 규명          | 와타리 와타루 | 쿠사카와 케이조 | 쿠사카와 케이조 | 무본형준 류중현 전현진 장민호 김신우 박수복                           | 이데 나오미 마츠모토 마유코 이시카와 마사카즈 | 2월 8일        |
| 제7화  | 開祖と助手の魔学講演 개조와 조수의 마학 강연          | 오쟈쿠손      | 시미즈 소라토   | 코쵸란 아게하   | 모로이시 코타 혼다 타츠오 김준오 김면심 김나눔                        | 이데 나오미 마츠모토 마유코 이시카와 마사카즈 | 2월 15일       |
| 제8화  | 怪物と凡愚の魔法定義 괴물과 범우의 마법 정의          | 사가라 소우   | 이바타 쇼타     | 이바타 쇼타     | 야하타 유키 무본형준 류중현 전현진 장민호 김신우 박수복               | 이데 나오미 마츠모토 마유코 이시카와 마사카즈 | 2월 22일       |
| 제9화  | 姉弟と誰がための王冠 누나와 남동생과 누구를 위한 왕관 | 와타리 와타루 | 타마키 신고     | 타마키 신고     | 야하타 유키 모로이시 코타 무본형준 류중현 전현진 송진영 김나눔 김명심 | 코하라 마코토 이데 나오미                     | 3월 1일        |
| 제10화 | 諦観と激情の王位継承 달관과 격정의 왕위 계승          | 사가라 소우   | 혼다 요시노     | 코쵸란 아게하   | 무본형준 류중현 전현진 김나눔 김명심 김수호                           | 이데 나오미 마츠모토 마유코 이시카와 마사카즈 | 3월 8일        |
| 제11화 | 失意と決意の精霊契約 실의와 결의의 정령 계약          | 와타리 와타루 | 쿠사카와 케이조 | 쿠사카와 케이조 | 무본형준 류중현 전현진                                                | 이데 나오미 마츠모토 마유코 이시카와 마사카즈 | 3월 15일       |
| 제12화 | 彼女と彼女の魔法革命 그녀와 그녀의 마법 혁명          | 와타리 와타루 | 타마키 신고     | 타마키 신고     | 모로이시 코타 야하타 유키 무본형준 류중현 전현진 장민호 김신우 박수복 | 이데 나오미 마츠모토 마유코 이시카와 마사카즈 | 3월 22일       |

### 내용주
1. ↑  프롤로그에서는 5살이지만[11], 본편에서의 첫 등장은 17세[12]

### 참조주
1. 1 2  “「転生王女と天才令嬢の魔法革命」2023年1月放送決定！ 加隈亜衣、坂田将吾、羊宮妃那、篠原侑が追加キャストに”. 《아니메! 아니메!》. 이도. 2022년 10월 11일. 2022년 10월 29일에 확인함.
2. ↑  fantasia_bunko (2022년 9월 20일). “重版決定！” (트윗). 2022년 11월 25일에 확인함.
3. ↑  “『転生王女と天才令嬢の魔法革命』特設ページ”. 《판타지아 문고 공식 사이트》. 2022년 5월 25일에 원본 문서에서 보존된 문서. 2022년 10월 29일에 확인함.
4. ↑  카라스 피에로. “전생 왕녀와 천재 영애의 마법 혁명 【Web판】”. 소설가가 되자. 2023년 1월 12일에 확인함.
5. ↑  “書籍化が決まりました！”. 《소설가가 되자》. 2022년 10월 29일에 확인함.
6. ↑  “マオウで「転生王女と天才令嬢」開始、「ざつ旅」主人公が描いたマンガも掲載”. 《코믹 나탈리》. 2020년 7월 27일. 2022년 10월 29일에 확인함.
7. ↑  “「転生王女と天才令嬢の魔法革命」 2023年TVアニメ化決定！”. 《TV 애니 '전생 왕녀와 천재 영애의 마법 혁명' 공식 사이트》. 2022년 8월 12일에 원본 문서에서 보존된 문서. 2022년 10월 29일에 확인함.
8. ↑  “「転生王女と天才令嬢の魔法革命」2023年1月TVアニメ放送決定！”. 《TV 애니 '전생 왕녀와 천재 영애의 마법 혁명' 공식 사이트》. 2022년 10월 10일에 원본 문서에서 보존된 문서. 2022년 10월 29일에 확인함.
9. ↑  카라스 피에로 (2019년 10월 26일). “第2部 設定関連 ここまでで登場した主要人物紹介”. 《전생 왕녀와 천재 영애의 마법 혁명 【Web판】》. 소설가가 되자. 2023년 1월 12일에 확인함.
10. 1 2 3 4 5 6 7 8 9 10  “スタッフ＆キャスト”. 《TV 애니 '전생 왕녀와 천재 영애의 마법 혁명' 공식 사이트》. 2022년 10월 29일에 원본 문서에서 보존된 문서. 2022년 10월 29일에 확인함.
11. ↑  카라스 피에로 (2020년 9월 27일). “第1章 転生王女と公爵令嬢 プロローグ”. 《전생 왕녀와 천재 영애의 마법 혁명 【Web판】》. 소설가가 되자. 2023년 1월 7일에 확인함.
12. ↑  카라스 피에로 (2019년 3월 2일). “第1章 転生王女と公爵令嬢 第8話：魔剣を贈りましょう”. 《전생 왕녀와 천재 영애의 마법 혁명 【Web판】》. 소설가가 되자. 2023년 1월 7일에 확인함.
13. ↑  “「転生王女と天才令嬢の魔法革命」 鴉 ぴえろ ファンタジア文庫”. KADOKAWA. 2022년 10월 27일에 확인함.
14. ↑  “「転生王女と天才令嬢の魔法革命2」 鴉 ぴえろ ファンタジア文庫”. KADOKAWA. 2022년 10월 27일에 확인함.
15. ↑  “「転生王女と天才令嬢の魔法革命3」 鴉 ぴえろ ファンタジア文庫”. KADOKAWA. 2022년 10월 27일에 확인함.
16. ↑  “「転生王女と天才令嬢の魔法革命4」 鴉 ぴえろ ファンタジア文庫”. KADOKAWA. 2022년 10월 27일에 확인함.
17. ↑  “「転生王女と天才令嬢の魔法革命5」 鴉 ぴえろ ファンタジア文庫”. KADOKAWA. 2022년 10월 27일에 확인함.
18. ↑  “「転生王女と天才令嬢の魔法革命6」 鴉 ぴえろ ファンタジア文庫”. KADOKAWA. 2023년 1월 20일에 확인함.
19. ↑  “「転生王女と天才令嬢の魔法革命7」 鴉 ぴえろ ファンタジア文庫”. KADOKAWA. 2023년 7월 20일에 확인함.
20. ↑  “「転生王女と天才令嬢の魔法革命8」 鴉 ぴえろ ファンタジア文庫”. KADOKAWA. 2024년 2월 20일에 확인함.
21. ↑  “転生王女と天才令嬢の魔法革命”. 《코믹 나탈리》. 2022년 11월 10일에 확인함.
22. 1 2  “ミュージック”. 《TV 애니 '전생 왕녀와 천재 영애의 마법 혁명' 공식 사이트》. 2022년 10월 29일에 확인함.[깨진 링크(과거 내용 찾기)]